# Chiesa di Sant'Eulalia (Palermo)
La chiesa di Sant'Eulalia dei Catalani è un edificio di culto situato nel centro storico di Palermo. È ubicata a ridosso del mercato della Vucciria lungo via Argenteria antistante la Fontana del Garraffo.

## Culto di Sant'Eulalia

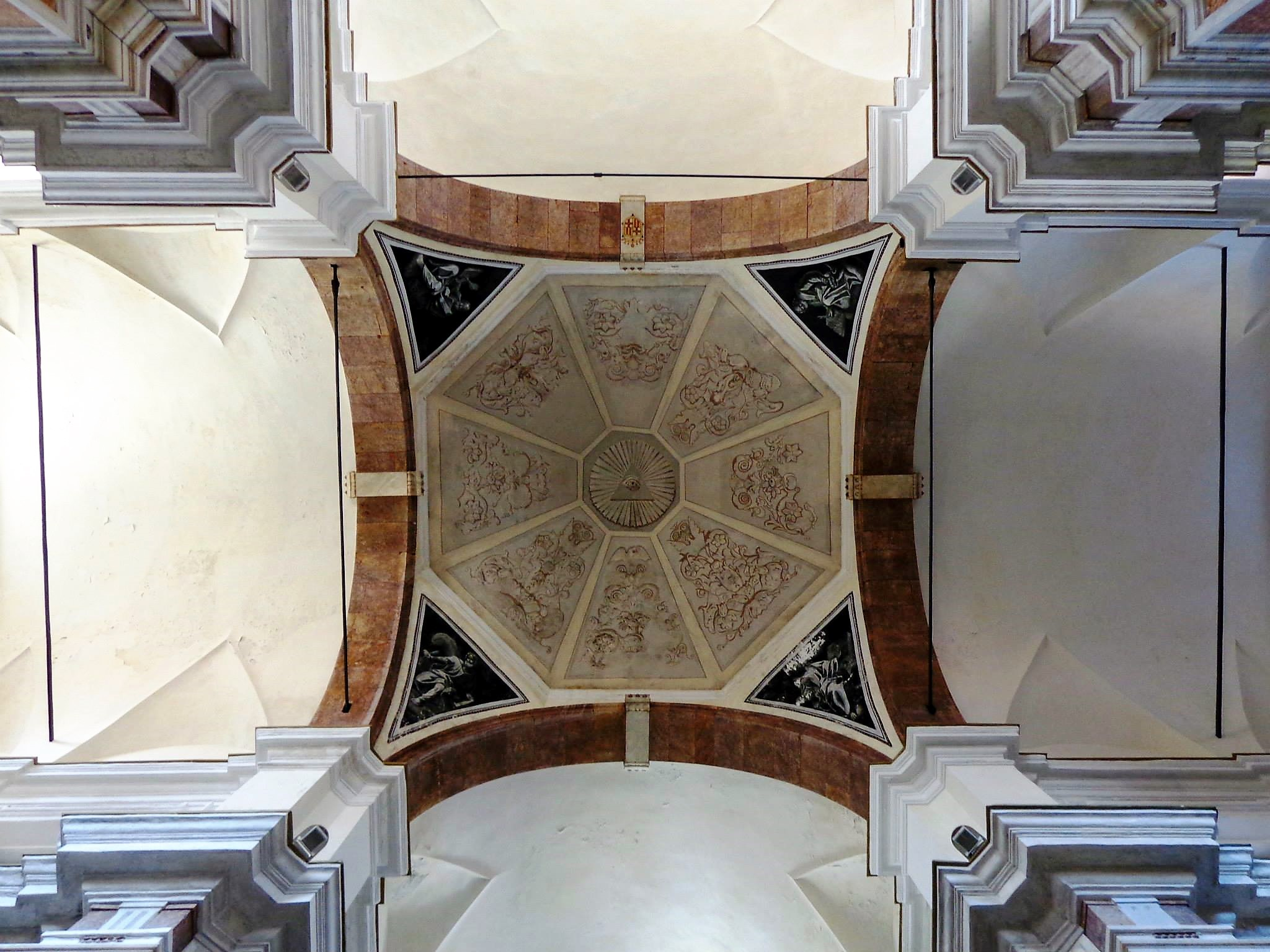
Crociera.

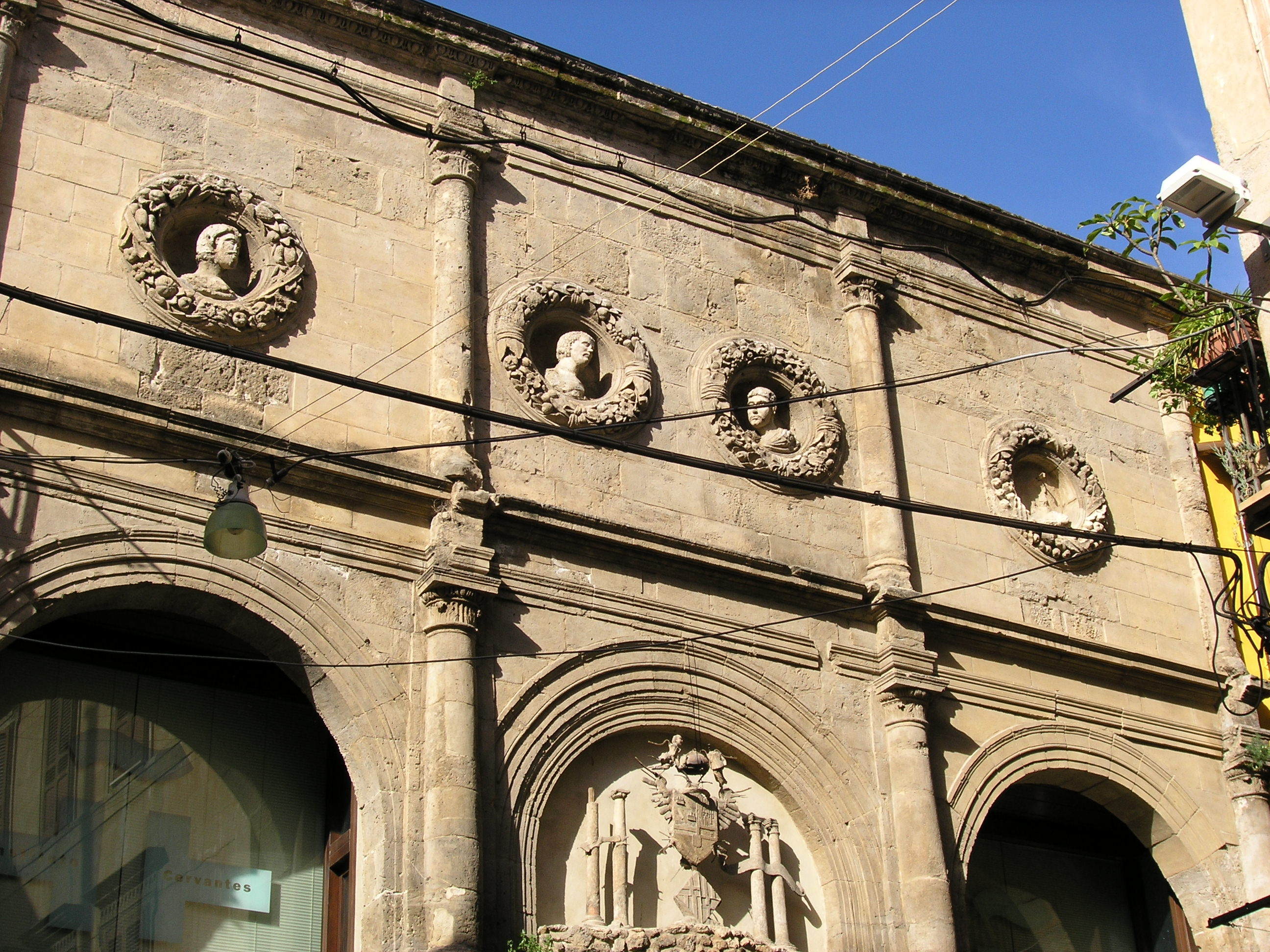
Prospetto.

- Sant'Eulalia, martire sentitamente venerata dalle comunità catalane insediate a Palermo Le corporazioni commerciali e mercantili si prodigano affinché fosse edificato un tempio. La festa in suo onore è celebrata il 12 febbraio.

## Storia
- XI secolo, Potenti casati nobiliari catalani popolano Palermo con la riconquista normanna. Seguono due nuovi flussi catalano aragonesi per l'insediamento dei sovrani:
  - 1282, Pietro d'Aragona, rappresentati dalle famiglie Moncada, Valguarnera, Aragona, Cardona, Centelles, Cruillas, Isfar, Queralto, Villaraut;[1]
  - 1392, Martino I di Sicilia, rappresentati dalle famiglie Corbera, Santacolomba, Ages.[1]
- XV secolo, L'edificio di culto è finanziato dal nucleo di commercianti catalani che sin dal XIII secolo scelgono la città come sede dei loro traffici mercantili. Inizialmente la chiesa è dedicata alla Vergine Maria, in seguito alla martire catalana Eulalia.[1]
- 1630c., Dopo varie rivisitazioni, si gettano le basi per l'opera definitiva. I lavori si protraggono fino al XIX secolo con inevitabili sovrapposizioni e contaminazioni di stili.
- 1823, Il «Terremoto di Terrasini» danneggia il campanile in seguito abbattuto.

Il Museo diocesano custodisce parte degli arredi e quadri del XVI e XVII secolo che ornavano pareti e altari, tra cui opere di Vincenzo degli Azani da Pavia e Gerardo Astorino.
Dopo un radicale restauro l'edificio è utilizzato per mostre e attività culturali promosse dall'Istituto Cervantes e riaperto ai visitatori.

## Esterno
Lo stile è tipicamente plateresco, riccamente ornato. Si compone di tre ordini movimentati con colonne, con l'arco centrale che accoglie lo stemma del regno di Spagna e sotto il rombo con le insegne della Contea di Barcellona affiancate da quattro colonne a simboleggianti le Colonne d'Ercole.
La raffigurazione di un lingotto d'argento ricavato dall'estrazione del minerale nelle ricchissime miniere del sud America (Potosí) sancisce il legame tra il Regno di Spagna e le colonie del Nuovo Mondo - qui allegoricamente rappresentate dal superamento delle Colonne d'Ercole, tra via dell'Argenteria - collocata nel cuore pulsante delle attività economiche e il ceto degli argentieri, corporazione tra le più attive in città.
Nell'ultimo ordine quattro ghirlande con busti raffiguranti sovrani spagnoli.

## Interno

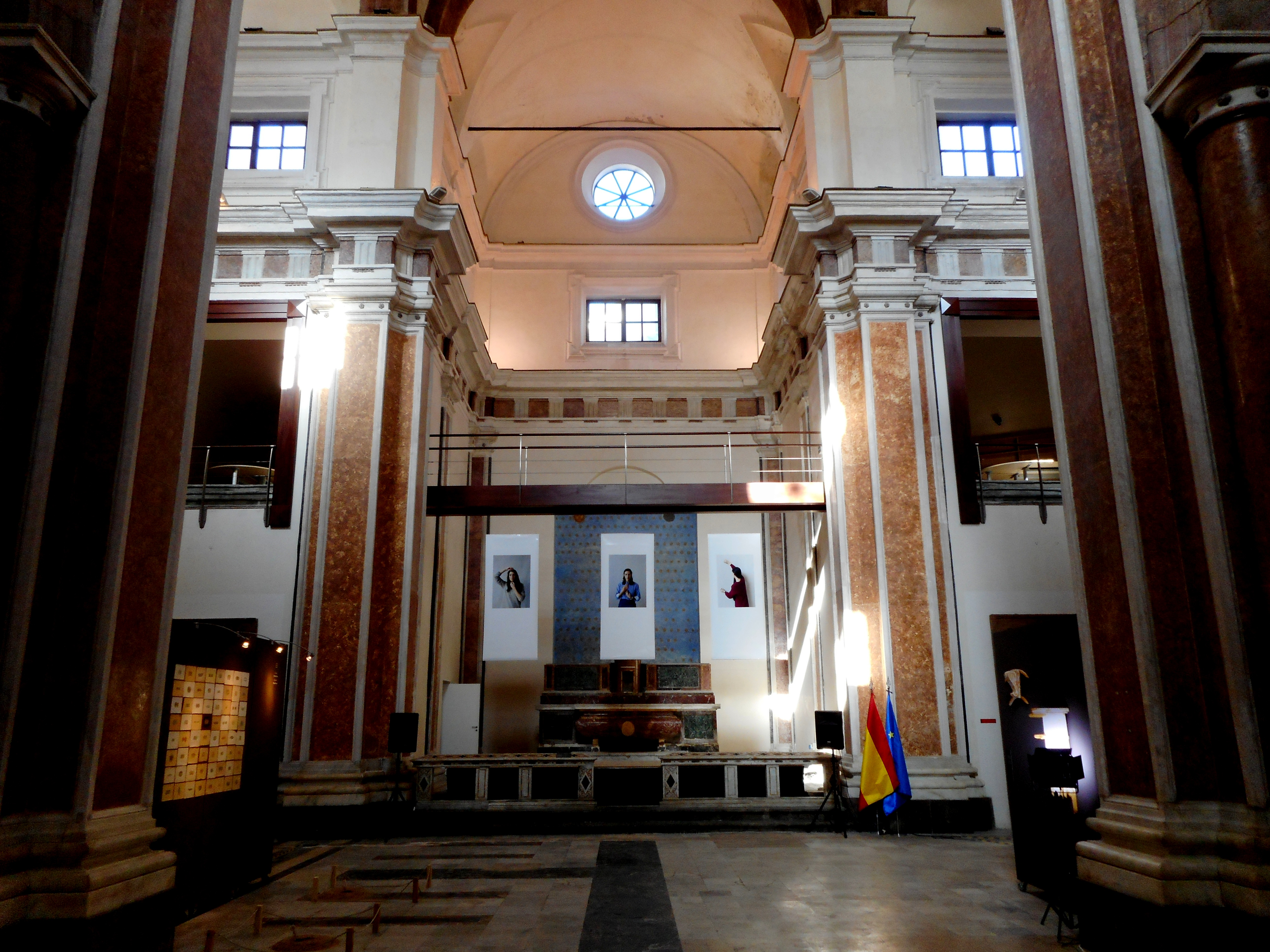

L'interno è a croce greca, a tratti presenta resti di interessanti affreschi seicenteschi. Due cornicioni dalle linee miste raccordano in altezza i vari spazi. Pilastri e quattro colonne di marmo iberico broccatello sostengono una cupola ottagonale.
- Altare maggiore in marmi policromi, sovrastato da un pannello che simboleggia il Creato con una miriade di stelle, il sole e la luna su sfondo celeste. Nel primitivo cappellone è documentata l'immagine della Santissima Trinità,[3] di Gaspare Serenari. Nel 1874 fu riassemblato uno degli altari proveniente dalla demolita chiesa di San Giovanni dei Tartari.
  - Braccio destro: Altare in marmi policromi. Alla base sono presenti le due antiche campane della torre campanaria abbattuta dopo il terremoto del 1823.
  - Braccio sinistro: Cappella di Sant'Eulalia. Patronato della famiglia Bertola con sepolture. L'altare ospitava una tela opera del palermitano Gerardo Astorino del 1636 raffigurante il Martirio della vergine Eulalia.[2] La tela è stata restaurata nel 2009 ed è oggi esposta presso la Galleria Regionale della Sicilia a Palazzo Abatellis. Negli anni '90 da questi ambienti è stato trafugato un crocifisso ligneo del '600. Il manufatto è stato sostituito con un Crocifisso di Miquel Barceló. L'artista spagnolo presente a Palermo per il festival del Novecento (1998) realizzò un disegno a carboncino con soggetto un Gesù Cristo con le braccia aperte in croce raffigurato su un somaro, a sua volta crocifisso a testa in giù.
  - Parete destra.
    - Prima campata: Cappella della Madonna di Monserrato.[3] La prima cappella situata a destra del titolo. Sull'altare era documentato il quadro raffigurante la Vergine fra angeli con in basso cinque pellegrini in ginocchio, opera di Gerardo Astorino del 1636,[2] opera custodita presso il Museo Diocesano di Palermo.[4]
    - Seconda campata: Cappella della Madonna di Monserrato. La seconda cappella situata a destra dell'ingresso. Era documentata la tavola raffigurante la Madonna con il bambino in braccio fra angeli. Ai piedi della Vergine le figure di San Vincenzo Ferreri, Sant'Eulalia, Santa Cristina del 1582 opera di Giuseppe Sirena (allievo di Vincenzo da Pavia), oggi custodita presso il Museo Diocesano di Palermo.[5]

## Istituto dei Chierici
Vittorio Amedeo II di Savoia destina il tempio a sede dei ritirati.